# Стрельба в центре еврейской общины в Оверленд-Парке
Стрельба в центре еврейской общины в Оверленд-Парке — преступление, произошедшее 13 апреля 2014 года в центре еврейской общины в городе Оверленд-Парк в штате Канзас, а также в полутора километрах — в доме престарелых «Деревня Шалом».

## Убийства
13 апреля 2014 года около 13 часов дня по местному времени (UTC-5) (в 22:00 по московскому времени) Фрейзер Гленн Миллер-младший устроил засаду на автомобильной стоянке театра Льюиса и Ширли Уайт, расположенного на территории центра еврейской общины «Jewish Community Center» в городе Оверленд-Парк, после чего открыл стрельбу по 14-летнему подростку и его 69-летнему дедушке. Ими оказались известный врач, доктор наук Уильям Льюис Корпорон и только что поступивший в старшую школу Рит Гриффин Андервуд, приехавшие на прослушивание для конкурса талантов для подростков «Канзас-Сити суперстар» («KC SuperStar»). Дедушка погиб на месте, внук скончался от полученных ран в больнице. Известно, что бывший врач Уильям Корпорон недавно, после выхода на пенсию, переехал в Канзас, чтобы быть ближе к внукам. Ни Андервуд, ни его дед не были евреями. В местной еврейской общине сказали, что погибшие были христианами и прихожанами Объединённой методистской церкви. Звонок о «нескольких выстрелах» в службу спасения поступил в 13:03. В этот момент в театре еврейского центра находились 75 человек, причём большинство из них — дети. Когда началась стрельба, ребята забаррикадировали дверь и сидели в помещении более часа, пока сотрудники службы безопасности не нашли их.
После этого Миллер преодолел на автомобиле примерно полтора километра и направился к дому престарелых «Village Shalom» в жилом комплексе в нескольких кварталах от центра, где убил женщину — 53-летнюю Терри ЛаМанно, навещавшую свою мать. ЛаМанно также не была еврейкой. Кроме того, Миллер ранил 15-летнего подростка, сейчас находящегося в критическом состоянии в больнице. Полиция оцепила прилегающую к центру территорию. Представитель «Jewish Community Center» подтвердил, что на территории центра была стрельба. Бойня произошла за день до Песаха.

## Личность убийцы
Как заявил представитель городской пожарной службы Джейсон Родс, один человек, «представляющий интерес для следствия», задержан. Полиции удалось поймать его недалеко от начальной школы «Valley Park Elementary School». На кадрах, сделанных на месте задержания, видно, что мужчина, уже сидя на заднем сиденье полицейской машины, выкрикивает «Хайль Гитлер!». По данным полиции, Миллер стрелял из дробовика, однако у него были также изъяты пистолет и автомат. Как отмечают очевидцы, преступник и во время стрельбы кричал «Хайль Гитлер!». Он не был знаком со своими жертвами и действовал без сообщников. В Канзас он приехал из соседнего штата Миссури. Супруга Миллера в телефонном разговоре сказала, что последний раз говорила с мужем, когда он играл в казино в штате Миссури. Мотивы подозреваемого неизвестны, однако полиция не исключает, что преступление было совершено на национальной почве. Шеф полиции Оверленд-Парка Джон Дуглас заявил, что
Мы расследуем последние события как преступление на почве расовой ненависти. Но в первую очередь — это преступное деяние, которое может быть классифицировано по-разному. Мы не исключаем никаких версий. Я не хочу произносить слово "терроризм", но вы сами все понимаете. У нас есть все необходимые ресурсы для оценки ситуации. Кроме того, нам активно помогают наши партнёры из ФБР.
Позже личность подозреваемого была установлена, им оказался 73-летний житель штата Миссури Фрейзер Гленн Миллер-младший, он известен по прозвищу Кросс (Cross — крест). Родился 23 ноября 1940 года в Северной Каролине, в семье Фрэйзера Гленна Миллера. Не окончив школу, добровольно пошёл в армию, чтобы воевать во Вьетнаме. Вступил в Национал-социалистическую партию Америки и в Ку-клукс-клан, где позже получил титул «Великий Дракон рыцарей Каролины». Служил в элитном отряде «Зелёные береты». В 1979 году уволен со скандалом из рядов армии США из-за членства в ККК. Руководил подразделением Ку-клукс-клана в штате Северная Каролина. Входил в неонацистскую организацию «Орден» («The Order»), призывавшую убивать темнокожих и евреев. В 1980 году основал расистскую и антисемитскую организацию White Patriot Party («Патриотическая партия белых»), распущенную в 1987 году. В 1984 году безуспешно пытался выдвинуть свою кандидатуру на пост губернатора Северной Каролины от Демократической партии. В 1986 году безуспешно пытался баллотироваться в Сенат от Республиканской партии. Арестован в 1987 году. Следствием было установлено, что Миллер планировал убийство правозащитника Морриса Зелигмана Диса. Был осуждён на три года тюрьмы только за незаконное ношение оружия. После выхода из тюрьмы в 1990 году он написал автобиографию под названием «Белый человек берёт слово» (издана в 1999 году). Стал одним из авторов антисемитского сайта «Vanguard News Network». В 2006 году баллотировался в Конгресс от штата Миссури как независимый кандидат, а в 2010 году — в Сенат от Миссури.
14 апреля портал USA Today опубликовал цитаты из письма Миллера-младшего, напечатанного в мае 2005 года и хранившегося в архивах местного издания Springfield News-Leader, ярко характеризующие его взгляды:
Евреи-сионисты и подконтрольное им правительство проституток хотят создать единое мировое правительство в мире, где все расы смешаются, и управлять этими рабами-зомби, которые никогда не освободятся, будет очень легко. Так мир освободится от белых людей. Федеральное правительство – враг свободолюбивых, белых американцев-патриотов, и каждого из политиков в Вашингтоне, кто не поднимает шум по поводу вторжения в страну нелегалов, следует судить за измену родине.

## Суд и приговор
К концу дня 14 апреля Миллер должен был предстать перед судом. Американские СМИ со ссылкой на официальных лиц, расследующих убийство подтвердили, что подозреваемый был членом расистской организации Ку-клукс-клан и ранее выступал с антисемитскими заявлениями.
15 апреля прокуратура штата Канзас подала обвинительное заключение в отношении Фрейзера Гленна Миллера-младшего. Ему инкриминируется убийство трёх человек первой степени при отягчающих обстоятельствах. В случае, если он будет признан виновным, по законам штата ему может грозить пожизненное тюремное заключение или смертная казнь. Сумма залога установлена в размере 10 млн долларов США. Как было указано, у прокуратуры имеются свидетельства того, что преступления были совершены на почве расовой ненависти, однако соответствующие обвинения Кроссу пока не предъявлены. Не исключено, что это может быть сделано в ближайшее время. Окружной прокурор Стивен Хоу заявил на пресс-конференции, что не торопится выносить решение и намерен обсудить его с сотрудниками прокуратуры и родственниками погибших. Следующее заседание суда должно пройти 24 апреля. Позже окружной прокурор штата Канзас Барри Гриссом заявил, что «офис прокурора США предъявит подозреваемому обвинение в совершении преступлений на почве ненависти», и что «мы передадим обвинение в большое жюри в не слишком отдалённом будущем». Миллеру было предъявлено обвинение по одному пункту убийства Уильяма Льюиса Корпорона и Рита Гриффина Андервуда «в рамках того же деяния» и в убийстве первой степени Терри ЛаМанно. 24 апреля суд предоставил отсрочку до следующего суда на 29 мая. 27 мая Миллер был обвинён по трём эпизодам покушения на убийство первой степени, а также дополнительным пунктам нападения при отягчающих обстоятельствах и применении огнестрельного оружия в захваченном здании. Два дня спустя, дата предварительного слушания дела Миллера была назначена на 12 ноября. В тот день, по просьбе адвокатов Миллера об уточнении результатов экспертизы слушание было отложено судьёй Келли Райан в суде округа Джонсон. 18 декабря прокуроры заявили о требовании для Миллера смертной казни, а судья постановил, что подсудимый по закону может предстать перед судом за убийство, и перенёс слушание на март. 2 марта 2015 года предварительные слушания начались с определения того, есть ли у обвинения достаточные доказательства, чтобы начать судебное разбирательство. 3 марта судья Томас Келли Райан определил, что Миллер предстанет перед судом за три отдельных убийства и покушение на убийство. 14 мая Миллер заявил об отводе всех адвокатов, пожелав представлять самого себя в суде, и судья согласился с его просьбой, назначив слушание на 17 августа.
31 августа 2015 года Фрейзер Миллер был приговорен к смертной казни путем введения летальной инъекции. Приговор был утверждён 10 ноября 2015 года

## Реакция
Премьер-министр Израиля Биньямин Нетаньяху выразил соболезнования семьям погибших, сказав, что:
Мы осуждаем убийства, которые, по всем признакам, были совершены из-за ненависти к евреям.
Президент США Барак Обама назвал сообщения о случившемся «ужасающими и душераздирающими», и выразив соболезнования семьям погибших, заявил, что его администрация намерена следить за расследованием инцидента:
Я попросил свою команду оставаться на связи с нашими партнёрами на федеральном уровне, уровне штатов, местном уровне, и предоставить им все необходимые ресурсы для поддержки проходящего расследования. Хотя мы ещё не выяснили всех подробностей сегодняшнего расстрела, первые полученные нами сообщения ужасают. Мишель и я молимся за семьи погибших и всех пострадавших в этой трагедии.
В обращении от 14 апреля президент США Барак Обама передал «самые тёплые поздравления всем, кто празднует Песах в США, в Израиле и во всем мире», сказав, что: 
Но даже во время торжества наши молитвы пребудут с жителями Оверленд-Парка, штат Канзас, семьей и друзьями трёх невинных людей, погибших всего за день до Песаха от руки убийцы, который в воскресенье открыл огонь по Еврейскому общинному центру и дому престарелых. Будучи американцами, мы будем противостоять подобному зверскому насилию, которому нет места в нашем обществе. Представители всех вероисповеданий, мы будем сообща бороться против невежества, нетерпимости, включая антисемитизм, которые приводят к ненависти и насилию. И мы никогда не утратим веру в то, что сочувствие и справедливость в итоге восторжествуют над ненавистью и страхом.
Региональный директор организации по борьбе с антисемитизмом «Антидиффамационная лига» в Сент-Луисе Карен Арести назвала произошедшее «малодушным, необъяснимым и гнусным актом насилия».